# علي رامز إبراهيم
علي رامز إبراهيم (1875 ـ 1928) هو جراح مصري ولد في القاهرة.عمل أستاذًا للجراحة بمدرسة طب قصر العيني.

## حياته
ولد علي رامز بك إبراهيم في القاهرة سنة 1875، لأب مصري من أصول تركية هو الدكتور إبراهيم حسن (1844 ـ 1917) ـ الذي تخرج في مدرسة الطب بجامعة ميونيخ وكان أستاذًا بمدرسة طب قصر العيني ـ  وأم ألمانية من برلين هي أغنس هيرتسفلد.
بعد خلع الخديو إسماعيل وتعيين ابنه توفيق باشا، لجأ إسماعيل باشا إلى أوروبا مصطحبًا عائلته وبطانته وطبيبه الخاص إبراهيم حسن، حيث نزل في مدينة نابولي الإيطالية ضيفًا على أميرها أومبرتو.
في أوروبا نشأ أبناء إبراهيم حسن الخمسة: علي ويوسف وأمينة وفريدة وملك، وكثرت تنقلات الأب ـ وأسرته ـ مع الخديو المخلوع، الذي انتهى به المقام في القسطنطينية، وفي النهاية عادت الأسرة إلى مصر، حيث أضحى الأب طبيب الخديو الجديد، وعُين رئيسًا للجنة الطبية ورئيسًا لقسم الأمراض الباطنة في مستشفى قصر العيني بعد أن مُنح لقب «باشا»، وبذلك اكتسب كل من علي رامز إبراهيم وشقيقه يوسف مراد إبراهيم (1877 ـ 1953) لقب «بك».

## دراسة الطب
في عام 1886 توجه علي رامز وشقيقه يوسف إبراهيم إلى مدينة ميونخ لدراسة الطب، وقد كان وجود هذين الأجنبيين بلونهما المختلف لافتًا لأنظار الطلبة الألمان. وفي عام 1894 تمكن الشقيقان من إنهاء دراستهما في معهد ماكسميليان، وتابعا دراستهما على نفقة أبيهما حتى أنهيا الدراسات العليا عام 1900، فعاد علي إلى مصر ليعمل أستاذًا للجراحة بمدرسة قصر العيني تاركًا يوسف وحده يشق طريقه في ألمانيا. لاحقًا صار يوسف أستاذًا مرموقًا لطب الأطفال في جامعة يينا.

## من مؤلفاته
- Bestimmungstafeln zur Flora von Aegypten عن نباتات مصر، صدر بالألمانية في مدينة يينا عام 1929، بعد وفاة مؤلفه.[3]

## وفاته
أثناء إجرائه عملية جراحية في جرح متعفن، جُرح إصبعه وتلوث دمه وأصيب بحمى عفنه سممت جسمه وأفضت إلى وفاته في 9 يونيو 1928.

## تكريمه
سمي باسمه أحد شوارع مصر الجديدة بالقاهرة خلف محكمة مصر الجديدة.